# José Peña Herrera
José Peña Herrera (Cádiz, 27 de abril de 1921 - 8 de julio de 2002), más conocido como El Peña, fue una figura destacada en el mundo carnavalesco gaditano.
Nació en la Posada del Arco de Garaicochea, en el corazón de un barrio gaditano de gran tradición carnavalera. Hijo de Eduardo Peña y Carmen Herrera y modelista naval de profesión, El Peña fue un personaje fuertemente ligado al Carnaval de Cádiz durante casi toda su vida.
Su inicio en el carnaval fue en el año 1963, como profesor de claqué en la agrupación Los Dandys Negros, y en 1965 actuó como componente de la comparsa Los escarabajos trillizos. A partir de entonces, se convirtió en un personaje muy querido por el público del Gran Teatro Falla de Cádiz. Toda la crítica coincidía en señalar su genialidad y sus dotes de improvisación sobre el escenario. Posteriormente se incorpora como bombast en la agrupación de "Los Beatles de Cádiz".
A partir de 1973, sus preferencias interpretativas se decantaron por el cuarteto. Como componente de cuartetos a lo largo de muchos años, llegó a revitalizar un género donde aún permanece su impronta como intérprete. Su interpretación más memorable se produjo en el año 1982 con el cuarteto La Boda del Siglo, junto a su compañero Juan, el Masa y los hermanos Scapachini. Con este cuarteto obtuvieron aquel año el primer premio del Concurso de Agrupaciones.
A pesar de su dilatada carrera y del hecho de que, varios años después de su muerte, su nombre esté constantemente en boca de todos los aficionados al carnaval de Cádiz, la asamblea honoraria de Antifaces de Oro se negó durante años a concederle el Antifaz de oro, galardón que se otorga a los carnavaleros que cumplen 25 años dentro de la fiesta. No sería hasta el Carnaval de Cádiz de 2019 cuando El Peña recibiera el merecido homenaje a título póstumo.

## Trayectoria carnavalesca
| Año  | Agrupación                                     | Puesto |
| ---- | ---------------------------------------------- | ------ |
| 1991 | Tres notas Musicales                           |        |
| 1989 | No moverse que ahora vengo                     |        |
| 1985 | Los Karajotekas                                |        |
| 1984 | Una Historia a la Plancha                      |        |
| 1983 | Dallas                                         |        |
| 1982 | La Boda del Siglo                              |        |
| 1981 | Grandes Relatos                                |        |
| 1980 | Los Cuatro Reyes de la Baraja                  | SF     |
| 1979 | Audiencia Pública                              |        |
| 1978 | Pájaro que vuela, a la Zarzuela                |        |
| 1977 | Se Coló Colón                                  |        |
| 1976 | Los Hijos de la Gran China                     |        |
| 1975 | Don Juan Tenorio y los que fueron al velatorio |        |
| 1974 | Tipycalispanish                                |        |
| 1973 | Don Mendo y sus Mendas Lerendas                |        |
| 1970 | El Balet de Enrique el Molondro                | 4      |
| 1965 | Los Escarabajos Trillizos                      |        |
| 1963 | Los Dandys Negros                              |        |

### Otros premios
- Antifaz de Oro: 2019